# 新興寺 (束草市)
新興寺（しんこうじ、シヌンサ）は、大韓民国江原特別自治道束草市の雪岳山山中にある仏教寺院。韓国仏教の最大宗派である曹渓宗（大韓仏教曹渓宗）の第3区教区本寺である。

## 歴史
曹渓宗（大韓仏教曹渓宗）は、 652年（新羅真徳女王6年）の香城寺の創建をもって、新興寺の創建としている。ただし香城寺のあった場所は今の新興寺の場所とは違うという。香城寺は698年（孝昭王6年）の火災で焼失し、新たな場所に禅定寺として再建された。
李氏朝鮮の時代、太宗による1407年（太宗7年）の仏教弾圧の際、存続を許された88寺院の中に禅定寺の名前はなく、廃寺になったようである。 世宗による1424年（世宗6年）の仏教弾圧の際も、存続を許された36寺院の中に禅定寺の名前はなく、引き続き廃寺のままだったようである（朝鮮の仏教#李氏朝鮮時代の仏教弾圧）。
その後、禅定寺は復興したが、1642年（仁祖20年）の火災で焼失した。その2年後の1644年（仁祖22年）、霊瑞・蓮玉・恵元という3人の僧侶が、それぞれの夢の中に現れた白い神の老人に導かれ、さらに新しい場所、現在の新興寺の場所に、神興寺を建立した。神興寺という寺名は夢に由来するものという。1995年に神興寺は新興寺に改名された。「新しい時代の寺院」という意味を込めたという。

## 文化財
- 大統一大仏像（青銅弥勒大仏）
完成は1989年。台座の高さは4.3メートル、仏像の高さは14.6メートル、あわせて18.9メートルになる。38億ウォン（当時のレートで410万ドル）をかけて製作したという。